# Phare de Punta Roncadoira
Le phare de Punta Roncadoira est un phare situé dans la paroisse civile de Portocelo de la commune de Xove, dans la province de Lugo (Galice en Espagne).
Il est géré par l'autorité portuaire de Ferrol .

## Histoire
En 1974 il a décidé construire un phare sur un éperon rocheux de Punta Roncadoira, à 80 m au-dessus du niveau de la mer, pour lcompléter la signalisation maritime entre le phare du Cap de la Estaca de Bares et le phare de Punta Atalaya de San Cibrao. Il est venu à substituer aux lumières de Socastro, seulement visibles à l'intérieur de l'Estuaire de Vivero.
Le phare est entré en service provisoirement le 25 février 1984, et définitivement en 1986. C'est une tour cylindrique, avec galerie double et lanterne, peinte en blanc. Il az été érigé à environ 7 km au nord de Xove.
Identifiant : ARLHS : SPA257 ; ES-02990 - Amirauté : D1678.8 - NGA : 2410 .
|          |
| Le phare |

### Lien connexe
- Liste des phares d'Espagne